# Dionysus (álbum)
Dionysus  es el noveno álbum de estudio de la banda británico-australiana Dead Can Dance, lanzado oficialmente el 2 de noviembre de 2018 por PIAS Recordings, seis años después del último álbum del grupo,  Anastasis.
El título hace referencia al dios del vino de la mitología griega. La carátula del álbum presenta una máscara de calavera hecha por los Huichol de México.

## Canciones
Todas las canciones escritas y compuestas por Dead Can Dance (Brendan Perry y Lisa Gerrard). 
| N.º | Título                            | Duración |  |
| 1.  | «Act I – Sea Borne»               | 6:44     |  |
| 2.  | «Act I – Liberator of Minds»      | 5:20     |  |
| 3.  | «Act I – Dance of the Bacchantes» | 4:35     |  |
| 4.  | «Act II – The Mountain»           | 5:34     |  |
| 5.  | «Act II – The Invocation»         | 4:56     |  |
| 6.  | «Act II – The Forest»             | 5:04     |  |
| 7.  | «Act II – Psychopomp»             | 3:53     |  |

 Nota: Debe tenerse en cuenta que todas las versiones digitales se indexan como dos pistas: «Act I» y «Act II», respectivamente.

## Personal
Dead Can Dance
- Brendan Perry
- Lisa Gerrard

## Posiciones
| País y lista                    | Posición |
| ------------------------------- | -------- |
| Alemania (Media Control Charts) | 8        |
| Austria (Ö3 Austria)            | 55       |
| Bélgica (Ultratop flamenca)     | 44       |
| Bélgica (Ultratop valona)       | 25       |
| Escocia (Scottish Albums Chart) | 31       |
| España (PROMUSICAE)             | 33       |
| Italia (FIMI)                   | 29       |
| Países Bajos (Album Top 100)    | 40       |
| Polonia (ZPAV)                  | 7        |
| Portugal (AFP)                  | 12       |
| Reino Unido (UK Albums Chart)   | 59       |
| República Checa (ČNS IFPI)      | 15       |
| Suiza (Schweizer Hitparade)     | 27       |